# Panola County (Texas)

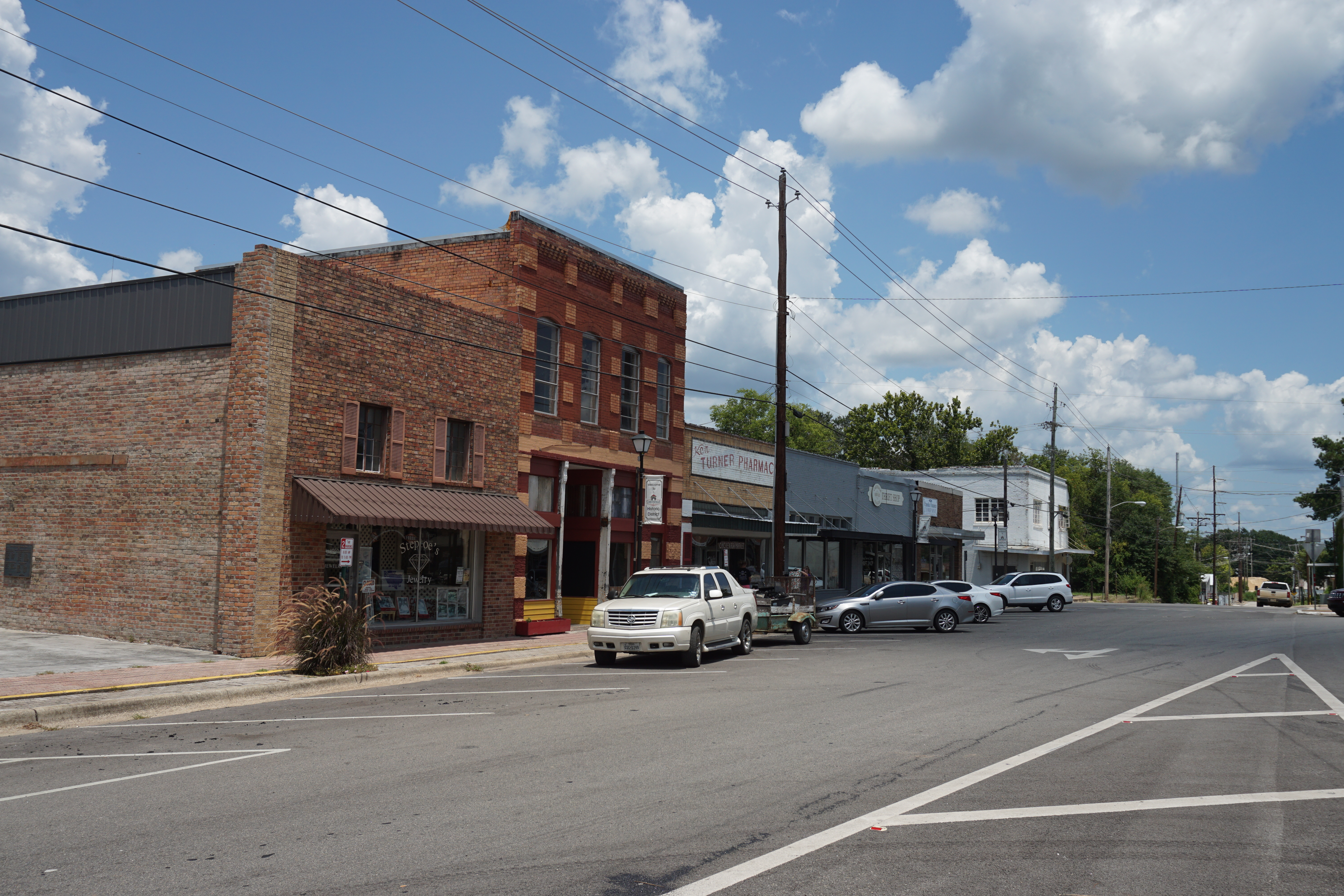
Panola Street in Carthage

Das Panola County ist ein County im nordöstlichen, an der Grenze zu Louisiana gelegenen Teil des US-Bundesstaats Texas. Das U.S. Census Bureau hat bei der Volkszählung 2020 eine Einwohnerzahl von 22.491 ermittelt. Der Sitz der County-Verwaltung (County Seat) befindet sich in Carthage. Das County, dessen Name aus dem Cherokee-Wort für „Baumwolle“ abgeleitet ist, gehört zu den Dry Countys, was bedeutet, dass der Verkauf von Alkohol eingeschränkt oder verboten ist.

## Geografie
Das County liegt im Nordosten von Texas an der Grenze zu Louisiana und hat eine Fläche von 2127 Quadratkilometern, wovon 53 Quadratkilometer Wasserfläche sind. Benachbarte Countys im Uhrzeigersinn sind Shelby im Süden, Rusk im Westen, Harrison im Norden sowie die beiden zu Louisiana gehörenden Parishes Caddo im Nordosten und De Soto im Osten. Geografisch liegt das Terrain am Rand der Arkansas Timberlands, großlandschaftlich in der Übergangszone zwischen der Waldzone der östlichen USA und den Prärien des Mittelwestens. Die Landschaft ist weitgehend eben und geprägt von Wald sowie landwirtschaftlichen Nutzflächen. Der Boden besteht überwiegend aus sandigem Lehm mit Lehmuntergrund. Der Baumbestand umfasst unter anderem Kiefern, Eichen und Ulmen sowie Ahorn- und Hickorybäume. Hinzu kommen Zedern, Magnolienbäume und Stechpalmen. Die Wälder sind reich an Kleinwild – darunter Hirsche, Eichhörnchen, Wachteln und wilde Truthähne. Wichtigster Fluss ist der Sabine River, der bis zur Südostecke des Countys die Grenze zu Louisiana markiert und quellaufwärts in nördlicher Richtung quer durch das County verläuft. Künstlich errichtete Gewässer sind der Lake Murvaul im Süden des Countys und der Martin Lake an der Westgrenze zum Rush County. Natürliche Süßwasserseen sind der Hendrick's Lake, der Hill's Lake, der Clear Lake und der Fish Lake.
Das Klima ist – wie im gesamten Südosten der USA – subtropisch geprägt. Die durchschnittlichen Tiefsttemperaturen im Januar liegen etwas über dem Gefrierpunkt. Der durchschnittliche Höchststand im Juli liegt bei 34,4 °C. Die Vegetationsperiode dauert 240 Tage. Die Niederschlagsmenge beträgt im Jahresdurchschnitt 1104 Millimeter. Wichtigste und mit über 6500 Einwohnern gleichzeitig dominierende Stadt ist der im Zentrum des Countys gelegene Verwaltungssitz Carthage. Eigenständige Cities und Towns sind darüber hinaus Beckville (847 Einwohner), das teilweise im Rusk County gelegene Tatum (1385 Einwohner) sowie Gary City (311 Einwohner). Hinzu kommen sieben nichtinkorporierte Gemeinden, welche vom County mitverwaltet werden. Wichtige Verkehrsanbindungen sind die Interstate 369, die Bundesstraßen US-59 und US-79 sowie die State Highways 43, 149 und 315. Darüber hinaus gibt es im County mehrere Farm to Market Roads, die meist eine vergleichsweise kurze Streckenlänge haben und hauptsächlich dazu dienen, Farmen und Ranches an die nächstgelegenen Marktorte anzubinden.

## Geschichte

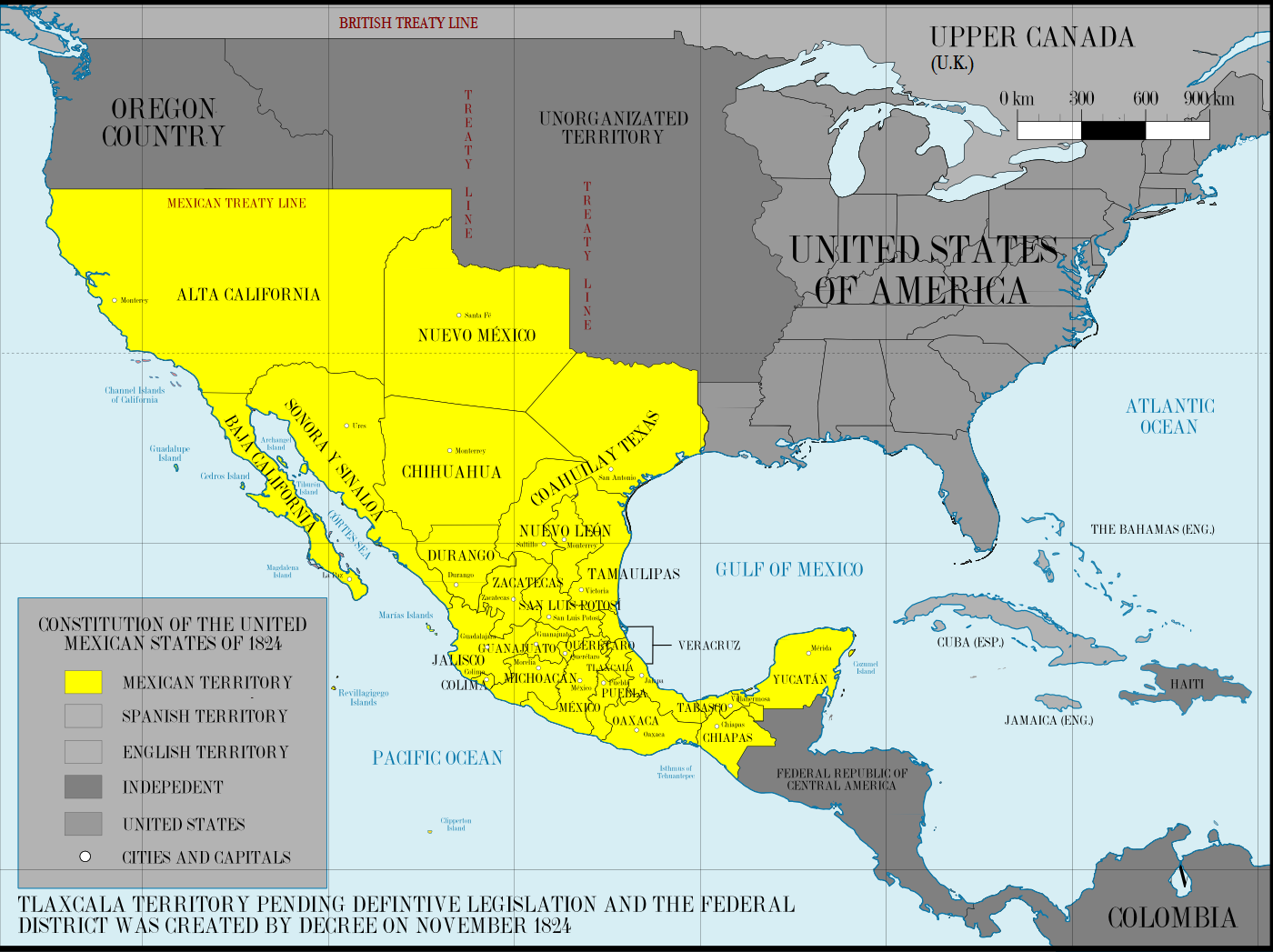
Staatsgrenze zwischen Mexiko und den USA 1824

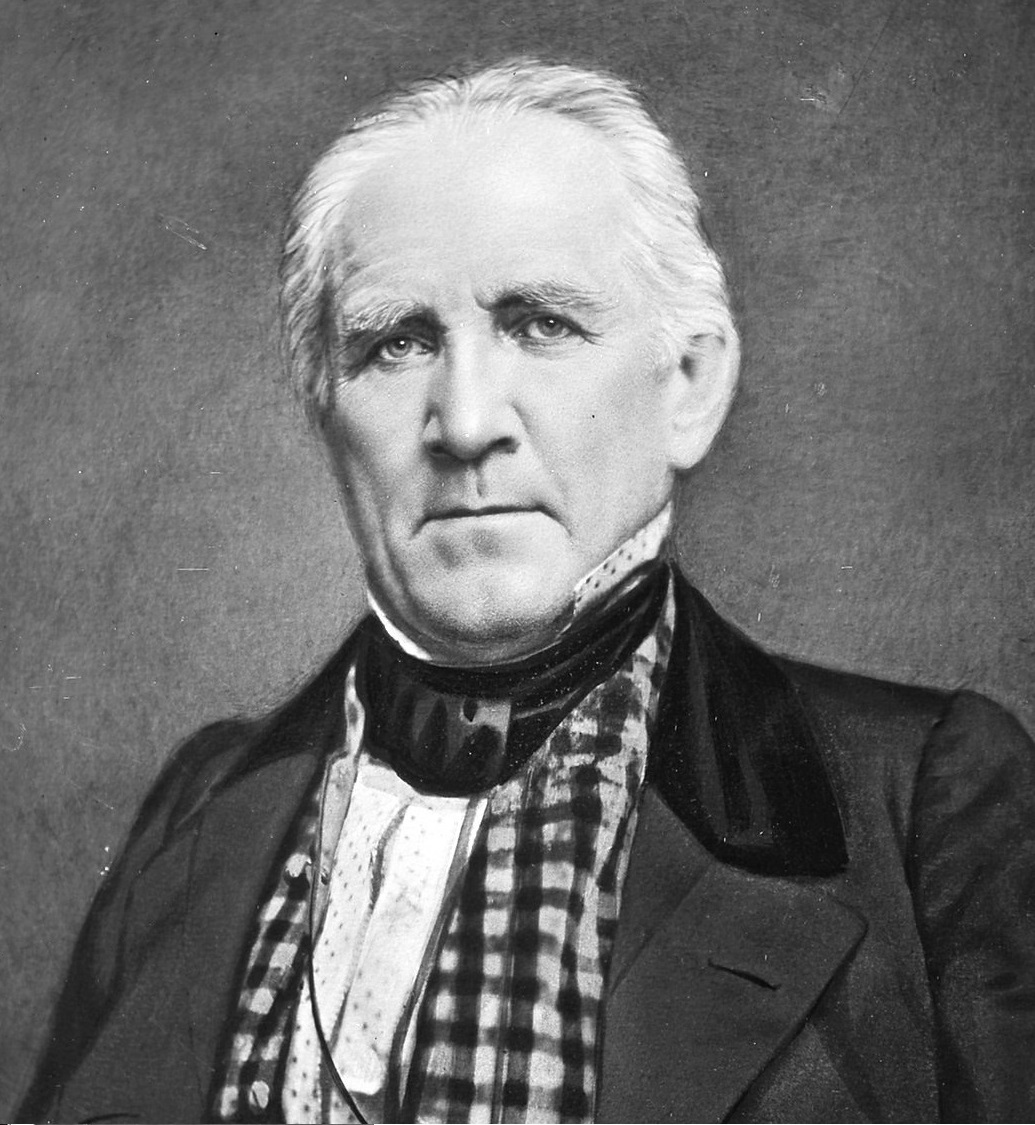
Sam Houston (um 1860)

Vor der europäischen Erschließung des Kontinents lag das Gebiet im Einzugsbereich der Mississippi-Kultur – einer indianischen Hochkultur, deren Zentrum das mittlere Mississippital war. Die vorherrschenden Indianerstämme gehörten der Konföderation der Caddo-Stämme an. Die erste Kolonialmacht in der Region war Spanien. Bereits im 17. Jahrhundert erhoben die Spanier Anspruch auf das gesamte Territorium von Texas bis hin zum Sabine River. Als zweite Kolonialmacht in der Region trat Frankreich auf den Plan. Der Entdecker Robert Cavelier de La Salle erkundete 1682 den Mississippi bis hinunter zu seiner Mündung. Im 18. Jahrhundert geriet das ursprünglich zum französischen Kolonialreich gehörende Gebiet zwischen Mississippi und Rocky Mountains zeitweilig zu Spanien, dann wieder zu Frankreich zurück. Napoleon schließlich trat es im Zug des Louisiana Purchase 1803 an die Vereinigten Staaten ab. Konflikte bezüglich des genauen Grenzverlaufs zwischen Louisiana und Texas legten die USA und Spanien mit Hilfe eines Provisoriums bei – dem sogenannten Neutral Ground, einer siedlungsfreien Zone östlich des Sabine River im heutigen US-Bundesstaat Louisiana. Die ausgehandelte Pufferzone – so die Abmachung – sollte so lange bestehen bleiben, bis eine endgültige Lösung gefunden war.
Die ersten Siedler im späteren Panola County ließen sich in den frühen 1930ern nieder. Die früheste bekannte weiße Siedlung in der Gegend wurde 1833 von Daniel Martin gegründet. Martins Familie war aus Missouri hierhergezogen, um sich der von Stephen F. Austins Kolonie in Texas anzuschließen. Ein weiterer früher Siedler war Isaac Reed, der sich in der Gegend von Clayton niederließ. Weitere Siedler kamen im Zug des Texanischen Unabhängigkeitskriegs gegen Mexiko 1836. Nach dem Ende des Unabhängigkeitskriegs lebten etwa 50 Familien in der Region. Die Mehrheit der Neuzuzügler stammte aus Tennessee, North Carolina, South Carolina und Alabama. Mit ihnen hielt auch die Sklaverei Einzug in der Gegend. Im Jahr 1846 belief sich die Anzahl der Sklaven auf 574. In den 1840er-Jahren wurde auch die Grenze zwischen den USA und der neugeschaffenen Republik Texas neu justiert. Eine Kommission aus Vertretern beider Länder legte die Grenzmarkierung exakt fest und markierte sie mit einem Granitstein. Das westlich davon gelegene Gebiet war als Bestandteil von Texas ausgewiesen, dass östliche als Gebiet der USA. Bis heute markiert dieser historische Grenzstein den Grenzverlauf zwischen dem Panola County und dem zu Louisiana gehörenden De Soto Parish.

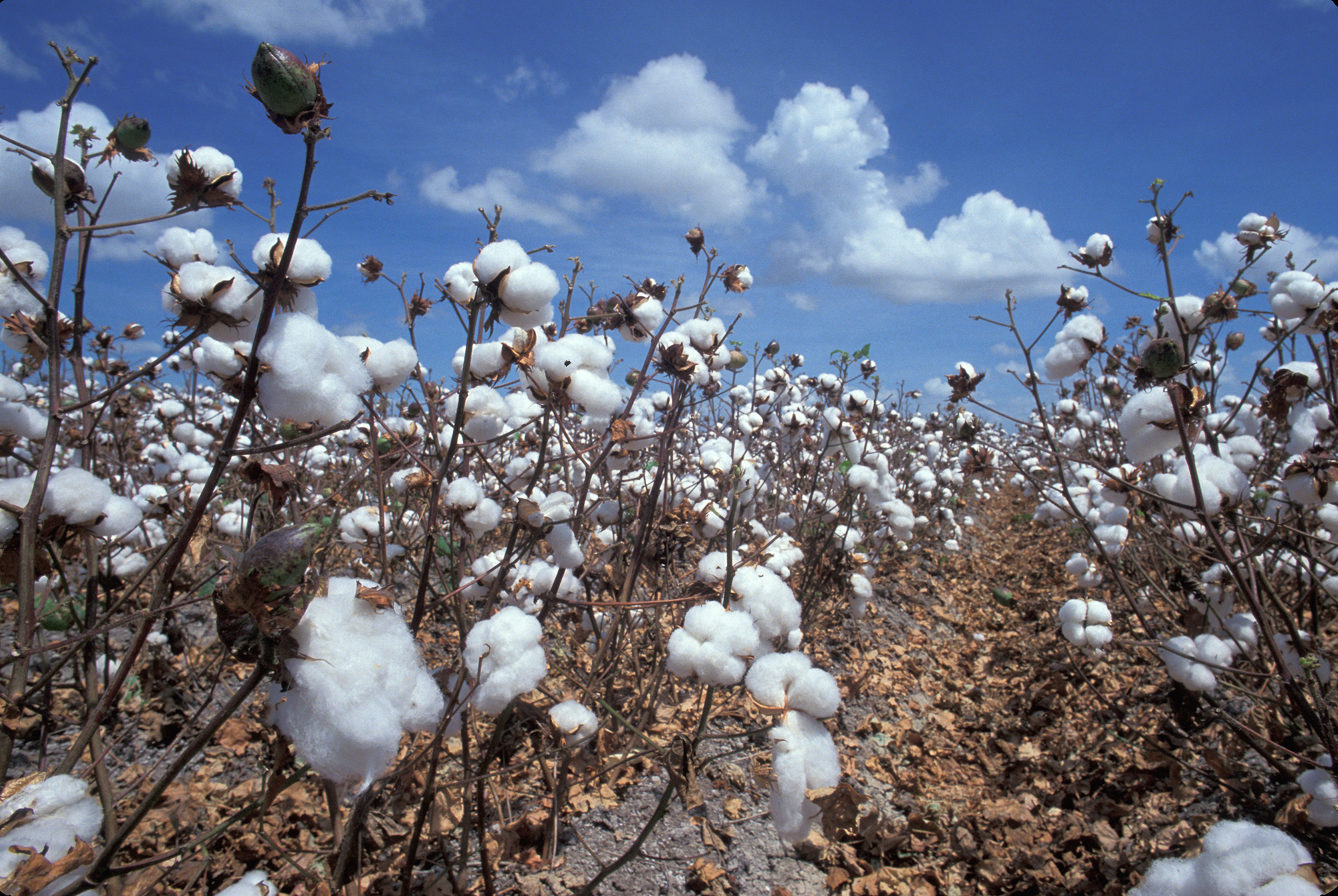
Baumwolle – lange mit das wichtigste Anbauprodukt

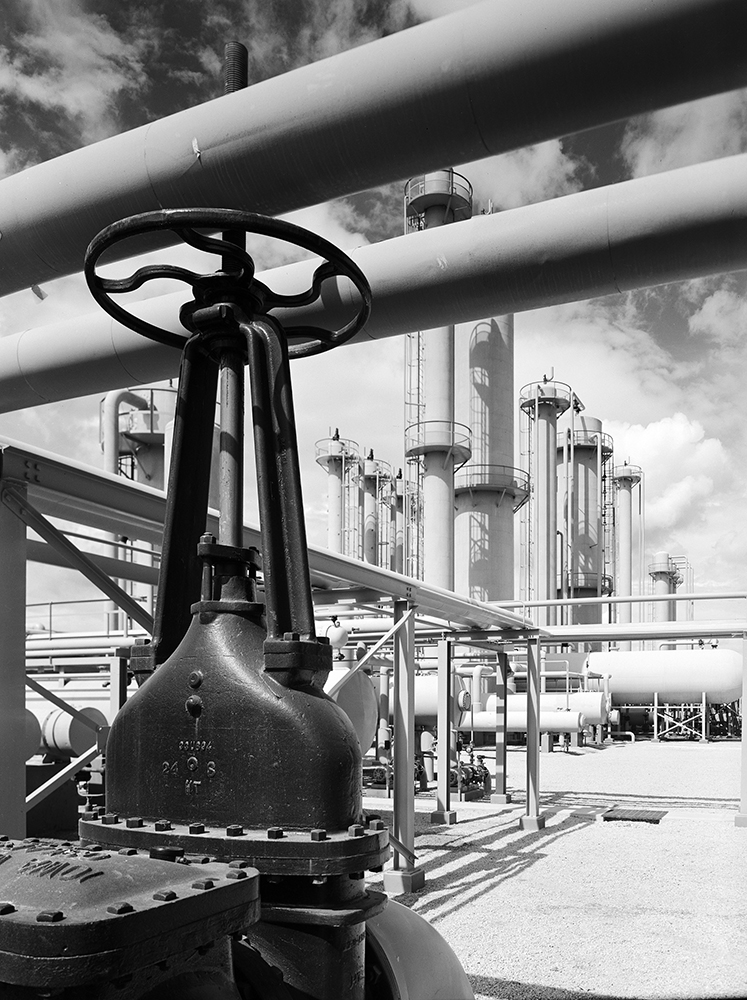
Erdölraffinerie bei Carthage (1949)

In den 1840ern war das Gebiet von einer weitverzweigten Fehde mitbetroffen – dem sogenannten Regulator-Moderator War. Hintergrund für ihren Ausbruch war der Umstand, dass sich die Neutral-Ground-Zone seit ihrer Gründung zunehmend zu einem Rückzugsgebiet für Gesetzlose und Abenteurer entwickelt hatte. Auslöser des sich über vier Jahre hinziehenden Konflikts waren ungeklärte Grenzstreitigkeiten. Der Grenzkrieg zog mehrere Countys in der Region in Mitleidenschaft. Beide Parteien – Regulatoren und Moderatoren – stellten bewaffnete Bürgerwehren auf, welche jeweils versuchten, die andere Seite niederzuringen. Die Lage eskalierte schließlich so weit, dass Präsident Houston die Staatsmiliz zum Einsatz brachte. Diese verhaftete eine Reihe Anführer beider Fraktionen und erzwang schließlich einen förmlichen Friedensschluss zwischen den verfeindeten Seiten. Das County selbst wurde am 30. März 1846 offiziell begründet und die Verwaltungsorganisation mit der Durchführung von Gemeindewahlen am 12. September gleichen Jahres abgeschlossen. Das Territorium setzte sich aus Teilen der beiden Countys Harrison und Shelby zusammen. Der Name Panola – für Baumwolle – war der Cherokee-Sprache entliehen. Eine Abstimmung im August 1848 legte – nach dem Abwägen alternierender Ortsoptionen – schließlich den in der County-Mitte gelegenen Ort Carthage als Verwaltungssitz fest.
Bereits vor dem Ausbruch des Bürgerkriegs hatte sich Landwirtschaft als Haupt-Erwerbszweig herauskristallisiert. Neben Mais wurden Baumwolle sowie andere Nutzpflanzen wie Süßkartoffeln, Erbsen und Obst angebaut. Ein weiterer Bereich war die Viehzucht. 1850 lebten laut Volkszählung 2.676 Menschen in Panola County – darunter 1.193 Sklaven. 1860 war die Anzahl der Bewohner angestiegen auf 6.392 Weiße und 3.727 afroamerikanische Sklaven. Den Volkszählungsangaben gemäß gab es 445 Sklavenhalter, von denen 27 zwanzig oder mehr Sklaven besaßen. Im Bürgerkrieg stellte das County eine Kompanie Soldaten für die konföderierte Armee. Die Auswirkungen des Bürgerkriegs trafen die County-Bewohner erst in der Endphase, als Unionstruppen das Gebiet besetzten und auch Nahrungsmittel requirierten. Mais und Baumwolle blieben auch nach dem Bürgerkrieg die wichtigsten Erzeugerprodukte. Als neuer Erwerbszweig hinzu kam die Holzindustrie. In den 1880er-Jahren wurde das Gebiet an das Streckennetz der Gulf, Colorado and Santa Fe Railway angeschlossen. Der verstärkte Anschluss an die nationalen Märkte gab den Anstoß, auch die Bodenschätze im County verstärkt zu erschließen. 1889 entdeckte eine geologische Untersuchung reiche Lagerstätten von Braunkohle. Der vor der Jahrhundertwende aufgenommene Bergbaubetrieb in Martin Creek wurde allerdings bald aufgegeben zugunsten der Nutzung der reichlich vorhandenen Holzvorräte.
Um 1900 war die Bevölkerung des Countys auf 21.404 Bewohner angestiegen. Baumwollproduktion, Holzschlag sowie Landwirtschaft waren weiterhin die wirtschaftlichen Standbeine. Der Baumwollboom setzte sich im neuen Jahrhundert zunächst fort. 1912 wurden innerhalb des County 46 Baumwollspinnereien betrieben. Während der Weltwirtschaftskrise und danach kehrte sich der Trend um. Der Bevölkerungs-Höchststand von über 24.000 im Jahr 1930 fiel zurück auf einen Tiefststand von knapp 16.000 im Jahr 1970. Die in den 1930ern einsetzende Abwanderung wurde jedoch aufgefangen durch den wachsenden Sektor der Öl- und Gasförderung. Erdöl wurde im County erstmals 1917 entdeckt. Die Erdölproduktion erreichte 1948 ein Volumen von 322.000 Barrel und erreichte 1963 einen Höchststand von fast 4 Millionen Barrel. Infolge des Ölbooms stabilisierte sich auch die Einwohnerzahl. Mit fast 23.000 im Jahr 2000 näherte sie sich wieder dem Spitzenwert von 1930.
Drei Bauwerke und Objekte im County sind im National Register of Historic Places („Nationales Verzeichnis historischer Orte“; NRHP) eingetragen (Stand 30. November 2021), die Methodist Church Concord, das Panola County Jail und der International Boundary Marker.

## Demografische Daten

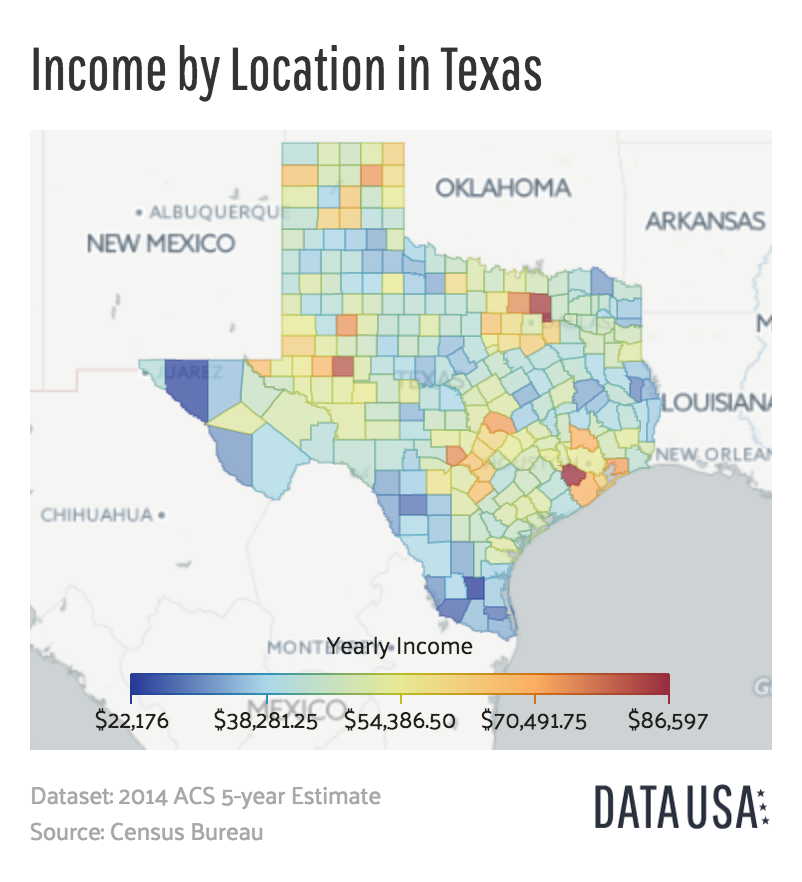
Jahreseinkommen in Texas nach County 2014

Die Einwohnerentwicklung des Countys ist seit seiner im Gründung 19. Jahrhundert zwar stetig gestiegen – von knapp 4.000 kurz nach seiner Gründung hin zu über 24.000 im Jahr 1930. Von den 1940ern bis zu den 1980ern war sie rückläufig (Jahrhundert-Tiefststand: 1960 mit 16.870). 2010 lag sie knapp unterhalb des Stands von 1940. Laut den Daten des United States Census Bureau aus dem Jahr 2016 betrug die Einwohnerzahl des County 23.771 Personen. 11.688 davon waren männlich, 12.083 weiblich. 18.063 Einwohner waren älter als 18 Jahre, 5.708 Einwohner Kinder oder Jugendliche, 4.032 Einwohner älter als 65 Jahre. Der Altersmedian betrug 38,3 Jahre. 19.162 der Befragten bezeichneten sich als Weiße (80,6 %), 3.996 als Afroamerikaner (16,8 %), 126 als Asiaten (0,5 %); 16 klassifizierten ihre ethnische Zugehörigkeit als nordamerikanische Indianer (0,1 %). 205 (0,9 %) gaben an, zwei oder mehr Ethnien angezugehören. Unabhängig von der Frage zur Zensus-Deklaration Race bezeichneten sich 2.025 Einwohner (8,5 %) als Hispanic oder Latino.
Laut Quickfacts-Infos auf census.gov betrug das Medianeinkommen pro Haushalt 50.712 US-Dollar (USD). Die ermittelten Medianwerte liegen nahe an denen des Bundesstaats Texas sowie der USA insgesamt. Als Personen, die in Armut leben, wies der Zensus 15,6 % aus, als Personen ohne Krankenversicherung 17,5 %.

## Politik
Die politischen Präferenzen entsprechen dem allgemeinen Trend in den südöstlichen US-Bundesstaaten und in Texas. Bis einschließlich 1952 errangen die Demokraten bei fast jeder Wahl die Mehrheit. Eine bedeutsame Ausnahme war die Präsidentschaftswahl 1860, bei der die Einwohner des Countys mehrheitlich nicht für die Southern-Rights-Demokraten, sondern für den konstitutionellen Unionisten John Bell stimmten. Beginnend mit der Eisenhower-Wahl 1956 entwickelte sich auch Panola County zu einer Hochburg der Republikaner. Bedeutsame Ausnahmen – verglichen mit den Ergebnissen von Gesamt-Texas – waren die Präsidentschaftswahlen 1964 und 1968. Ebenso wie das Gros der anderen Countys in Nordost-Texas favorisierte Panola County 1964 den erzkonservativen Republikaner Barry Goldwater – nicht den Kennedy-Nachfolger Johnson, welcher den Bundesstaat gewann. 1968 erzielte der prononciert rechtskonservative, sich für die Beibehaltung der Rassentrennung aussprechende Dixiecrat-Kandidat George Wallace im County fast so viel Stimmen wie die Richard Nixon (Republikaner) und Hubert Humphrey (Demokraten) zusammen.
In Richtung Demokraten um schlug das Pendel seither lediglich dreimal: bei der Präsidentschaftswahl 1976 (Nixon gegen Carter) sowie bei den beiden Kandidaturen von Bill Clinton 1992 und 1996. Seit der Wahl 2000 übersteigen die Stimmanteile der Republikaner im County deutlich diejenigen in Gesamt-Texas. Als republikanisches Herzland erwies sich das County auch bei der Präsidentschaftswahl 2016. Während Hillary Clinton im County lediglich rund 27 % erreichte (Texas: 43 %), erzielte Donald Trump ein Ergebnis oberhalb der 70-Prozent-Marke (Texas: 52 %).

## Wirtschaft, Beschäftigung und Bildung
Gas- und Ölfeldbetriebe, Agrarunternehmen sowie Holz und Nahrungsmittelverarbeitung sind auch im frühen 21. Jahrhundert die wirtschaftlichen Eckpfeiler im County. 2004 wurden auf seinem Territorium fast 2 Millionen Barrel Öl gefördert. Farm- und Viehzuchtbetriebe nehmen weite Teile des Gebiets in Beschlag. 2002 belief sich ihre Anzahl auf 948; die von ihnen veranschlagte Fläche betrug rund 902 Quadratkilometer. Der Holzabbau belief sich 2003 auf knapp 550.000 Kubikmeter Kiefern- und rund 5,3 Millionen Kubikmeter Hartholz. Die wichtigsten landwirtschaftlichen Produkte sind Geflügelprodukte, Rindfleisch und Heu. Prozentual gesehen ist der Gas- und Rohstoffabbau mit 17,9 % der wichtigste Industriesektor, gefolgt vom Gesundheitswesen (14,1 %) und Bauwirtschaft (9,7 %). Landwirtschaft liegt als Wirtschaftssektor zwar nur auf Rang 12. Der Anteil der in der Landwirtschaft tätigen Beschäftigten übersteigt den Durchschnittswert für Texas allerdings um 436 %.
Die urbane Infrastruktur konzentriert sich in der Bezirkshauptstadt Carthage sowie den beiden Kleinstädten Beckville und Gary. Alle drei offerieren allgemeinbildende Schulen, die von der Vorschule bis zur zwölften Klasse reichen. Als höhere Schuleinrichtung kommt das in Carthage ansässige Panola College ergänzend hinzu. Weitere Schulen stehen in den benachbarten Countys zur Verfügung.

## Sonstiges

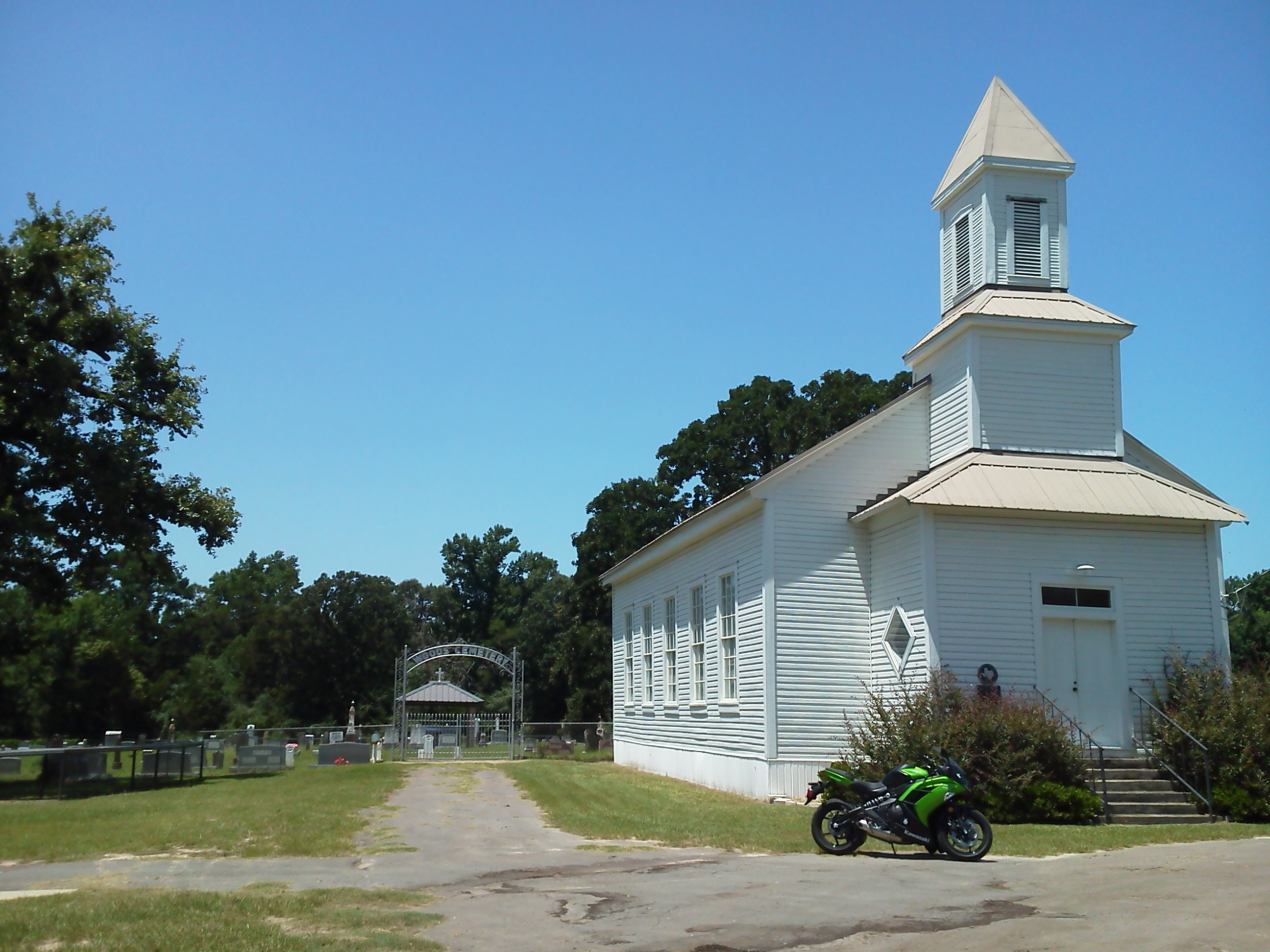
Methodist Church Concord (2014)

Zur weiteren Infrastruktur im County gehören mehrere Dutzend Kirchen, zwei Pflegeheime, zwei öffentliche Bibliotheken sowie die M. P. Baker Library am Panola College, der in Privatbesitz befindliche Regionalflughafen Panola County Airport östlich von Carthage sowie die beiden Wochenzeitungen Panola Watchman und Panola Post. Eine überregional bekannte Einrichtung ist die 1998 gegründete und in Carthage ansässige Texas Country Music Hall of Fame. Ziel der Hall of Fame ist es, texanische Country-Musiker für ihre Leistungen zu ehren. Die Neuaufnahmen erfolgen im jährlichen Turnus; im Jahr 2017 wurden Kenny Rogers sowie Bobbie Lee Nelson, die Schwester von Willie Nelson, neu aufgenommen. Im selben Gebäude befindet sich seit 2003 auch das Tex Ritter-Museum – ein Museum zum Gedenken an den im Landkreis geborenen Country-Star Tex Ritter.
Mit Mineral Springs, gelegen in den nordwestlichen Wäldern des Countys, verfügt Panola County auch über eine verfallene, von ihren Bewohnern aufgegebene Geisterstadt. Im 19. Jahrhundert ein von Afroamerikanern bewohnter kleiner Flecken an einer Station der Sabine Valley und Northwestern Railway, verwaiste der Ort nach dem Einstellen der Linie zu Anfang des 20. Jahrhunderts. Bis 1948 war auch die 1870 erbaute Kirche eingestürzt und Wälder hatten die Lichtungen bedeckt.
Das County zählt zu den ungefähr 30 Countys in Texas, in denen der Verkauf von Alkohol teilweise oder ganz untersagt ist. Eine lokale Abstimmung 2013 lockerte das Verbot dahingehend auf, dass Restaurants Bier und Wein sowie gemischte Getränke anbieten dürfen.